# Канастеро каштановий
Канасте́ро каштановий (Pseudasthenes steinbachi) — вид горобцеподібних птахів родини горнерових (Furnariidae). Ендемік Аргентини.

## Опис
Довжина птаха становить 16 см. Голова і спина сірі, верхня частина тіла рудувато-коричнева, надхвістя руде. Нижня частина тіла світло-сірувато-охриста. На горлі каштанова пляма, над очима світлі "брови". Хвіст темний, крайні стернові пера руді, інші з рудими краями. Крила мають руді края.

## Поширення і екологія
Каштанові канастеро мешкають на східних схилах Анд на заході країни, від Сальти до Неукена і Ріо-Негро. Зустрічаються на висоті від 650 до 300 м над рівнем моря, переважно на висоті від 1500 до 2500 м над рівнем моря. Вони живуть в сухих і високогірних чагарникових заростях, зокрема в заростях Larrea, Cercidium praecox, Geoffroea decorticans і Trichocereus terscheckii.